# Агасян, Виталий Европович
Виталий Европович Агасян (род. 29 марта 1962) — советский и армянский футболист, полузащитник.
Начинал играть в 1981 году в дубле ереванского «Арарата». Во второй лиге выступал за клубы «Олимпия» Арташат (1982—1983), СК ФШМ (1984—1985), «Спартак» Октембрян (1986). В 1987—1988 годах играл в первой лиге за «Котайк» Абовян. За «Арарат» в 1988—1991 годах выступал в высшей лиге СССР, в 1992 году провёл три матча в чемпионате Армении.
В чемпионате Ливана играл за клубы Бейрута «Аль-Маджед» (1992/93) и «Оменмен» (1993/94 — 1996/97). Выступал за команды «Рияда Валь-Адаб» Триполи, Ливия (1997/98) и ЦСКА «Карабах» (Ереван) (1999).